# Повилайтис, Аугустинас
Аугустинас Повилайтис (лит. Augustinas Povilaitis; 24 февраля 1900, Пашвентис, Россиенский уезд — 12 июля 1941, Москва) — литовский военный и государственный деятель, капитан Литовской армии, директор Департамента государственной безопасности Литвы. После ввода Красной Армии в Литву 15 июня 1940 года Повилайтис был арестован и доставлен в Москву. Казнён в 1941 году, а в 2006 году был посмертно награждён орденом Креста Витиса.

## Ранние годы и карьера
В 1919 году Повилайтис добровольно вступил в литовскую армию и участвовал в войне за независимость Литвы. С 1920 по 1931 год Повилайтис служил в качестве офицера в органах государственной безопасности и криминальной полиции. За своё участие в войне за независимость он получил 15 гектаров земли в деревне Гедряй, где организовал ферму. В 1931 году Повилайтис был назначен начальником полиции безопасности. Пройдя заочное обучение, получил аттестат о среднем образовании, после чего в 1933 году поступил в Университет Витовта Великого, окончив его в 1939 году по специальности экономист. В 1934 году Повилайтис был назначен директором Департамента государственной безопасности. На этом посту он занимался приведением в исполнение запрета деятельности Коммунистической партии Литвы, благодаря чему сделался непопулярной фигурой в Советском Союзе. Статьи Повилайтиса публиковались в ряде литовских газет и журналов, включая «Lietuvos aidas», «Vairas», «Ūkininko patarėjas».

## Советское преследование
Весной 1940 года Советский Союз усилил антилитовскую риторику и дипломатическое давление. Правительство Литвы было обвинено в похищении, пытках и допросах двух советских солдат, дислоцированных в Литве в соответствии с советско-литовским договором о взаимной помощи 1939 года. В качестве главных виновников этих предполагаемых действий назывались министр внутренних дел Казис Скучас и Повилайтис. Несмотря на неоднократные обещания Литвы полностью расследовать инцидент, советские власти продолжали выдвигать обвинения. Незадолго до выдвижения советского ультиматума литовские власти решили отправить Повилайтиса в отставку. Однако этого оказалось недостаточно, и литовцам был предъявлен ультиматум с тремя требованиями, первым из которых было требование предать Скучаса и Повилайтиса суду.
После того, как Литва 15 июня 1940 года была оккупирована Советским Союзом Скучас и Повилайтис были арестованы недалеко от места рождения последнего (рядом с литовской границей с нацистской Германией). Некоторое время их продержали в Каунасе, а затем перевели в тюрьму в Москве. В итоге Повилайтис был приговорён к смертной казни и расстрелян в июле 1941 года. Долгое время о суде над ним и казни было известно очень мало. Его семья бежала за границу и предполагала, что Повилайтис жив и содержится в ГУЛАГе. В 1960 году советские власти опубликовали фрагменты протоколов допроса Повилайтиса, чтобы доказать, что он якобы вступил в сговор с нацистской Германией против Советского Союза. Согласно этим протоколам, в феврале 1940 года Повилайтис ездил в Берлин и обсуждал с Вернером Бестом варианты немецкой помощи в обороне, особенно в случае агрессии со стороны СССР. Немцы же якобы ответили, что могут установить протекторат над Литвой к сентябрю 1940 года. Ряд советских историков использовали эти свидетельства для оправдания советской оккупации Литвы как защиту её от нацистов.